# Borzęckie
Borzęckie – wieś w Polsce, położona w województwie łódzkim, w powiecie sieradzkim, we wschodniej części gminy Złoczew.
| SIMC    | Nazwa      | Rodzaj    |
| ------- | ---------- | --------- |
| 0722213 | Burdynówka | część wsi |
| 1041283 | Kresy      | część wsi |

## Historia
Osadę Borzęckie, nazywaną wcześniej Pobożany, założył na surowym pniu miecznik kaliski Andrzej Ruszkowski herbu Pobóg w 1600, jako część dóbr złoczewskich. 

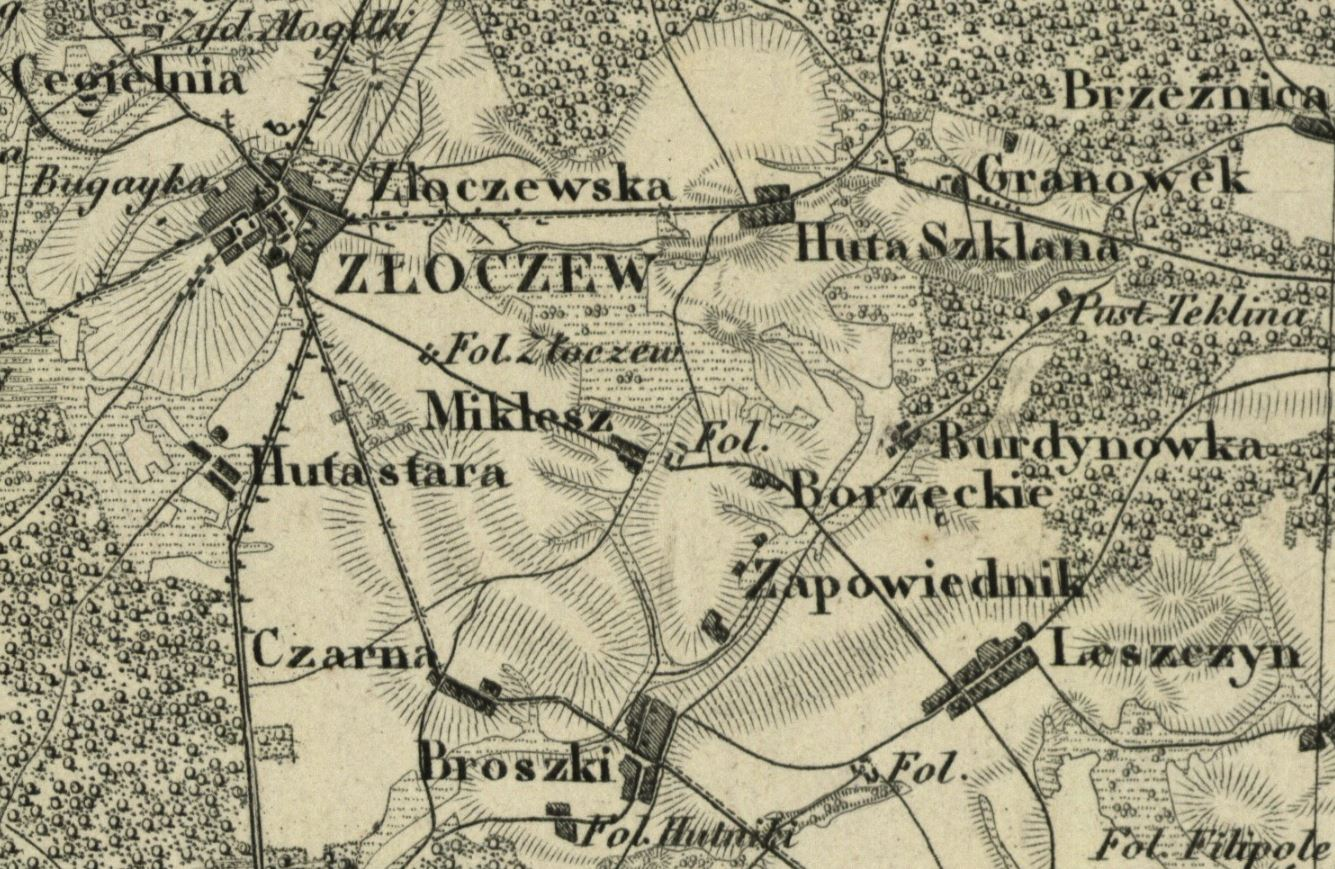
1843

W okresie Królestwa Polskiego, w 1827 Borzęckie stanowiła własność prywatną zamieszkałą przez 147 mieszkańców w 11 domach przynależnych do Złoczewa w powiecie sieradzkim, w obwodzie sieradzkim, województwa kaliskiego. Osada była własnością Ignacego Błeszyńskiego. W drugiej połowie XIX w. Borzęckie liczyło 215 mórg i zamieszkiwane było przez 134 mieszkańców. Burdynówka tym samym czasie obejmowała obszar 137 mórg i zamieszkiwało ją 206 osób. Borzęckie należy do parafii Uników. 
W 1902 roku został fundowany krzyż (fundator nieznany), który w niezmienionej formie pozostał do dziś.

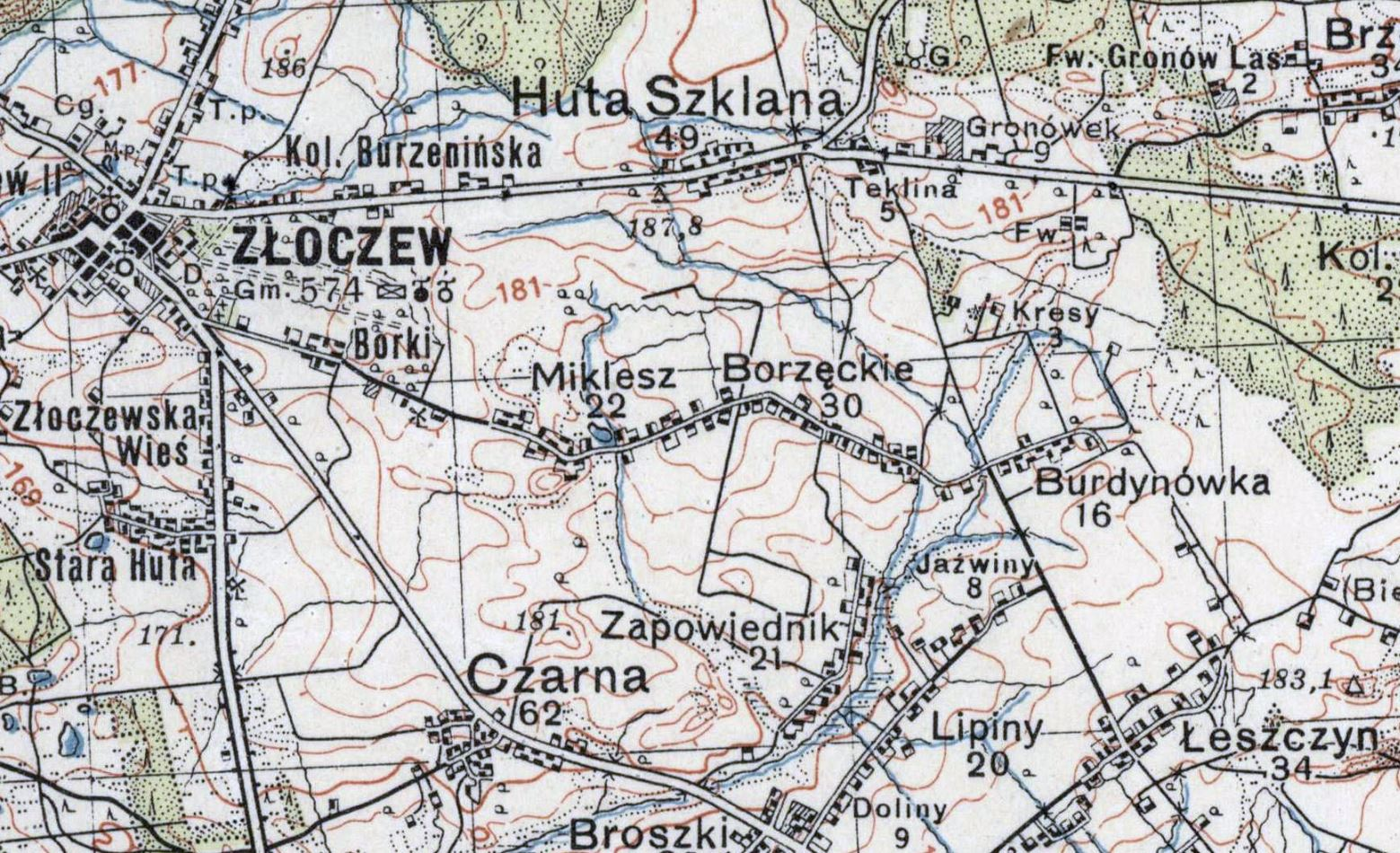
1934

Po I wojnie światowej, w 1919 Złoczew stał się ponownie odrębną jednostką administracyjną (gminą miejską).
W 1925 Borzęckie miało 184 mieszkańców, prowadzona była publiczna szkoła powszechna, do której uczęszczało 76 dzieci.
W czasie II wojny światowej ludność wsi Borzęckie wraz z sąsiednimi miejscowościami została wysiedlona przez władze okupacyjne, a wysiedlone tereny przeznaczono na poligon wojskowy. W 1945, w Burdynówce, przy drodze do Gronowa pochowano we wspólnym grobie 28 Żołnierzy niemieckich. Mogiła nie zachowała się.  
W latach 1975–1998 miejscowość administracyjnie należała do województwa sieradzkiego. 
Obecnie w skład tego sołectwa wchodzą części wsi o nazwach: Burdynówka i Kresy (Borzęckie). W sołectwie znajduje się świetlica wiejska oraz sklep spożywczo-przemysłowy, brak jest obiektów gospodarczych. Sołtys: Mirosław Bilski. 